# Nova Rússia Esporte Clube
Nova Rússia Esporte Clube foi um time brasileiro de futebol da cidade de Ponta Grossa.
Disputou os campeonatos ponta-grossenses na década de 1930, tornando-se campeão em 1933 e vice-campeão estadual no mesmo ano ao perder a final para o Coritiba FC.[carece de fontes?] Disputou seu último campeonato pontagrossense em 1936 e foi extinto.